# Porte des Lilas (stacja metra)
Porte des Lilas – stacja 3 bis i 11 linii metra  w Paryżu. Znajduje się w 19. dzielnicy Paryża. Na linii 3 bis stacja została otwarta 27 marca 1971, a na linii 11 – 27 kwietnia 1935.
Zobacz też
- metro w Paryżu